# 小児多系統炎症性症候群
小児多系統炎症性症候群（しょうにたけいとうえんしょうせいしょうこうぐん、Multisystem Inflammatory Syndrome in Children、略称: MIS-C、または Pediatric Inflammatory Multisystem Syndrome、略称: PIMS）は、小児にみられる重度炎症性疾患の一種である。新型コロナウイルス感染症（COVID-19）との関連性が指摘されている。 

## 症状
PMISの主な症状は、重度の血管の炎症、発疹、激しい腹痛、発熱の継続、舌の腫れ、心臓障害、神経損傷などである。
発疹、腹痛、発熱の継続、舌の腫れなど川崎病との類似点がある。一方で好発年齢が年長の子どもや青年期の若者など川崎病よりも高いなどの違いもある。